# سول ميركادو
سول ميركادو (بالإنجليزية: Sol Mercado) مواليد 6 مايو 1984 في ساكرامنتو، هو لاعب كرة سلة أمريكي فلبيني. بدأ مسيرته الاحترافية في سنة 2008. يلعب مع بارانجي جينبرا سان ميغيل في الرابطة الفلبينية لكرة السلة كلاعب هجوم خلفي. يحمل الرقم 3. مثّل منتخب بلاده.

## المسيرة الاحترافية
لعب مع ميرالكو بولتز من سنة 2010 إلى 2013، ثم لعب مع سان ميغيل بيرمن في سنة 2014، ثم لعب مع باراكو بول إنرجي في سنة 2015، ثم لعب مع بارانجي جينبرا سان ميغيل في سنة 2015.